# Pavillon de la Russie

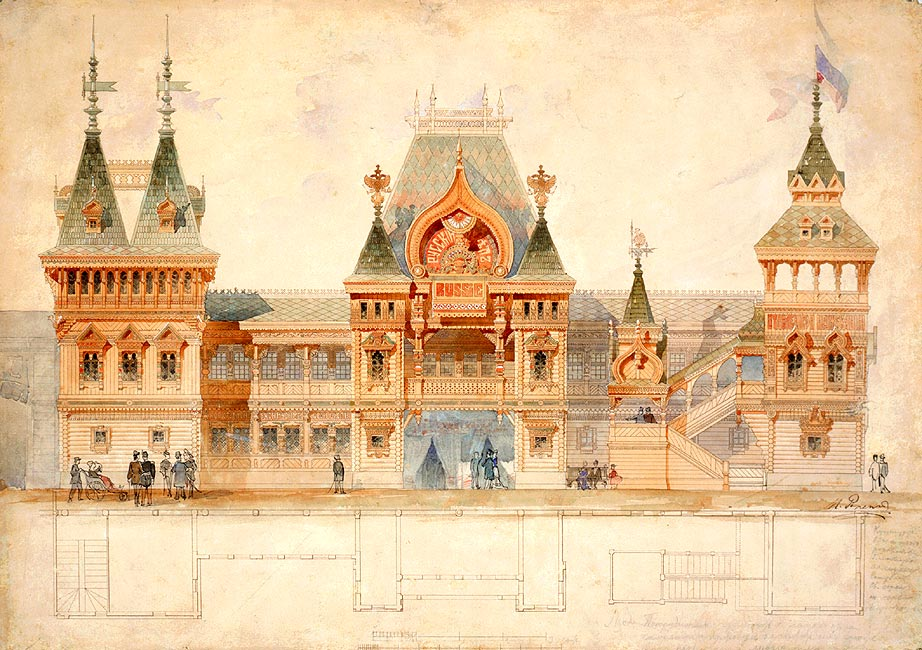
Esquisse du pavillon russe de l'Exposition universelle de 1878

Le pavillon de la Russie (ou Datcha du Val de Marne) est un ancien pavillon construit pour l’Exposition universelle de 1878 à Paris et situé aujourd’hui dans la commune française de Nogent-sur-Marne dans le Val-de-Marne. Il est inscrit monument historique depuis 2014,.

## Histoire
Le pavillon de la Russie construite pour l'Exposition Universelle de 1878 était une construction en brique et rondins de bois avec une façade mesurant près de quarante mètres de façade sur seulement cinq mètres de profondeur, composée d'un corps central assez massif flanqué de deux ailes que terminaient deux minces pavillons dissemblables. L'architecte retenu Ivan Ropet s'inspire du palais en bois de Kolomenskoïe près de Moscou où Pierre le Grand était né. 
De cet ensemble jugé alors « fort harmonieux » et faisant « honneur à son architecte, M. Ropet », ne subsiste que le pavillon gauche, comprenant un étage-carré et un étage de comble, transporté à Nogent-sur-Marne pour être converti en habitation.